# Vânătoarea de oameni
Vânătoarea de oameni (în engleză The Hunt) este un film american de groază de acțiune din 2020 regizat de Craig Zobel și scris de Nick Cuse și Damon Lindelof. Filmul îi are în distribuție pe actorii Betty Gilpin, Hilary Swank, Ike Barinholtz și Emma Roberts. Jason Blum a servit ca producător din partea companiei sale Blumhouse Productions, împreună cu Lindelof. Zobel și Lindelof au spus că filmul este o satiră asupra diviziunii politice profunde dintre stânga și dreapta americană.  Este vorba despre un grup de elite care răpesc oameni din clasa muncitoare pentru a-i vâna.
Filmul a fost anunțat pentru prima dată în martie 2018, iar actorii au semnat contracte un an mai târziu. Filmările au avut loc la New Orleans. Lansarea filmului a fost programată inițial la 27 septembrie 2019. Cu toate acestea, ca urmare a împușcăturilor în masă din El Paso și Dayton de la începutul lunii august 2019, Universal Pictures a amânat lansarea.
A fost lansat în cinematografele din Statele Unite ale Americii la 13 martie 2020 de către Universal Pictures și a avut recenzii mixte din partea criticilor. Debutul pandemiei de COVID-19 a dus la închiderea majorității cinematografelor la o săptămână după lansarea filmului, ceea ce a dus la o performanță slabă la box office, cu încasări de doar 12,4 milioane de dolari americani. Este disponibil în format digital din 20 martie 2020.

## Rezumat
Într-o conversație de grup, Athena Stone, Ted, Richard, Miranda, Julius, Peter, Martin, Mike și Liberty discută despre o viitoare vânătoare de „deplorabili” la un conac.
Mai târziu, în avionul privat al Athenei, un însoțitor de bord vorbește cu Richard, dar este întrerupt de Randy, care iese clătinându-se din cala de marfă. Ted pretinde că este medic și îl supune pe Randy înainte ca Athena să-l omoare.
Pe măsură ce începe vânătoarea, unsprezece prizonieri, Crystal, Don, Gary, „Yoga Pants”, „Target”, „Dead Sexy”, „Staten Island”, „Vanilla Nice”, „Big Red”, „Trucker” și „Bandana Man” se trezesc într-o pădure, cu călușuri cu lacăt în gură. Crystal pleacă, în timp ce restul se duc într-un câmp și găsesc o ladă, care conține un porc și un depozit de arme. Yoga Pants găsește cheile călușurilor. Cineva trage cu o pușcă în ei, ucigându-l pe Yoga Pants. Bandana Man ripostează, dar este și el împușcat și ucis. Dead Sexy cade într-o groapă de țepi. Trucker calcă pe o mină, care îl ucide instantaneu. Grav rănită, Dead Sexy se sinucide. Staten Island, Target, Vanilla Nice și Big Red scapă din câmpul morții cățărându-se pe un gard de sârmă ghimpată. În Target se trage cu o săgeată și este ulterior ucisă cu o grenadă. Ceilalți trei găsesc o benzinărie, ai cărei proprietari le spun că se află în Arkansas. Ei realizează asemănarea situației lor cu teoria conspirației „Manorgate”, după ce au descoperit că fiecare a fost răpit dintr-o altă parte a țării.
Big Red mănâncă o gogoașă otrăvită, iar proprietarii benzinăriei (Miranda și Julius) îl ucid pe Staten Island cu o pușcă, în timp ce Vanilla Nice este sufocată cu gaz otrăvitor. Apoi aceștia curăță  benzinăria. Crystal apare și după ce cumpără țigări, constată că sunt prea scumpe pentru regiune, ia pușca de sub tejghea și îi ucide pe Julius și Miranda.
Inspectând camioneta de afară și îndepărtând plăcuțele de înmatriculare false, Crystal descoperă că se află în Croația. De asemenea, descoperă o capcană legată de ușa șoferului și îl avertizează pe Gary, un podcaster care este teoretician al conspirației. Se urcă într-un tren plin de refugiați, pe care Gary îi consideră actori de criză; trenul este apoi percheziționat de soldații croați. Când Gary încearcă să-i convingă de existența operațiunii Manorgate și de perfidia refugiaților, refugiatul „Crisis Mike” admite că este într-adevăr unul dintre vânători, dar și că ceilalți refugiați ar fi nevinovați. Raidul nu a fost planificat, iar el îi oferă un avans pentru cooperarea lui Gary. Gary ia o grenadă de la Mike și o folosește pentru a-l ucide. Crystal este dusă într-o tabără de refugiați unde îl întâlnește pe Don. Oliver, un trimis al Ambasadei SUA din Croația, sosește pentru a-l extrage, dar în timpul călătoriei, Crystal devine suspicios cu privire la comentariile sale, îl dă pe Oliver afară din mașină și îl calcă cu roțile peste cap.
Ea și Don găsesc cadavrul lui Gary în portbagaj cu o cutie pe care scrie „bani din mită” și o hartă. Crystal îi spune lui Don fabula cu „Iepurele și broasca țestoasă”, în care iepurele o ucide pe țestoasă după ce a pierdut o întrecere cu acesta. La destinația propusă de Oliver, Crystal îi ucide pe Richard, Ted, Martin, Peter, Liberty și îl rănește pe consultantul tactic sgt. Dale. Athena îl caută pe Don prin radio, întrebându-l dacă a ucis-o pe Crystal. Don refuză să se dezarmeze, îndreptând pistolul spre Crystal, care îl ucide. Ea îl torturează pe sgt. Dale pentru a afla unde este Athena - dezvăluind că ea a servit anterior în Afganistan - apoi îl ucide. În realitate, schimbul de texte al grupului Atenei a fost o glumă. Cu toate acestea, s-a scurs pe internet, creând furori printre cei care cred în „Manorgate”. Ulterior, participanții grupului, ale căror cariere au fost distruse, decid să facă din Manorgate o realitate și să-i răpească pe cei responsabili pentru răspândirea teoriei conspirației.
Athena insistase ca Crystal să fie inclusă după ce a văzut o postare de pe social media cu Crystal care a jignit-o. Când se confruntă, Crystal susține că Athena a confundat-o cu o altă femeie din același oraș din Mississippi, cu un al doilea nume scris diferit, Mae. Cele două se luptă și se trag în țeapă una pe cealaltă cu lamele unui robot de bucătărie; Athena moare, dar Crystal vede un iepure lângă corp și recapătă puțină putere. Își cauterizează rana, ia hainele și geanta Athenei și pleacă cu avionul ei, vorbind cu aceeași însoțitoare de bord de la începutul filmului.

## Distribuție
- Betty Gilpin⁠(d) - Crystal May Creasey
- Hilary Swank - Athena Stone
- Wayne Duvall⁠(d) - Don
- Ethan Suplee⁠(d) - Gary
- Emma Roberts - "Yoga Pants"
- Ike Barinholtz⁠(d) - Moses / "Staten Island"
- Sturgill Simpson⁠(d) - "Vanilla Nice"
- Kate Nowlin - Molly / "Big Red"
- Christopher Berry⁠(d) - Boxer / "Target"
- Justin Hartley⁠(d) - "Trucker"
- Sylvia Grace Crim - Caroline / "Dead Sexy"
- Walker Babington - "Bandana Man"
- Amy Madigan - Miranda / "Ma"
- Reed Birney⁠(d) - Julius / "Pop"
- Glenn Howerton⁠(d) - Richard
- Macon Blair - Oliver / "Fauxnvoy"
- Usman Ally⁠(d) - "Crisis Mike"
- Steve Coulter - Ted the Doctor
- Dean West - Martin
- Vince Pisani - Peter
- Teri Wyble⁠(d) - Liberty
- Steve Mokate - Sgt. Dale
- Jason Kirkpatrick - Randy
- J. C. MacKenzie⁠(d) - Paul
- Tadasay Young - Nicole
- Hannah Alline - Flight Attendant
- Jim Klock - Captain O'Hara
- Ariel Eliaz - Dino
- Alexander Babara - Bojan

## Producție

### Dezvoltare și casting
În martie 2018, Universal Pictures a achiziționat drepturile de autor ale filmului și l-a numit pe Craig Zobel să-l regizeze, după un scenariu de Nick Cuse și Damon Lindelof. Titlul original al scenariului ar fi fost Red State Vs. Blue State, o referire la statele roșii și cele albastre. Ulterior, Universal a emis o declarație în care neagă că filmul ar fi avut vreodată un titlu de lucru. Referirea vânătorilor de elită la „deplorabili” este o aluzie la sintagma „coș de deplorabili” (Basket of deplorables), folosită de Hillary Clinton în timpul campaniei pentru alegerile prezidențiale din Statele Unite ale Americii din 2016 pentru a se referi la jumătate dintre susținătorii candidatului la președinția de atunci, Donald Trump. O versiune timpurie a scenariului i-a descris pe conservatorii clasei muncitoare ca fiind eroii filmului.
În martie 2019, Emma Roberts, Justin Hartley, Glenn Howerton, Ike Barinholtz și Betty Gilpin au fost anunțați ca fiind repartizați în distribuția acestui film. În aprilie 2019, s-au alăturat Amy Madigan, Jim Klock, Charli Slaughter, Steve Mokate și Dean West. Hilary Swank a fost anunțată în iulie.

### Filmări
Filmările au început la 20 februarie 2019, în New Orleans, și s-au finalizat la 5 aprilie.

### Muzică
Nathan Barr a compus muzica filmului, înlocuindu-l pe Heather McIntosh. Back Lot Music a lansat coloana sonoră.
| Nr.             | Titlu                  | Lungime |  |
| 1.              | „Randy Is Awake”       | 3:20    |  |
| 2.              | „Gagged In The Woods”  | 3:44    |  |
| 3.              | „Weapon Rack”          | 2:33    |  |
| 4.              | „Hail Of Fire”         | 2:54    |  |
| 5.              | „Arrows and Grenades”  | 1:19    |  |
| 6.              | „Constitutional Right” | 2:23    |  |
| 7.              | „Clean Up”             | 1:07    |  |
| 8.              | „Not As It Seems”      | 3:15    |  |
| 9.              | „Train Chase”          | 1:13    |  |
| 10.             | „Jack Rabbit”          | 4:36    |  |
| 11.             | „Snowball Dominates”   | 3:20    |  |
| 12.             | „Manor Entrance”       | 2:11    |  |
| 13.             | „Kitchen Fight”        | 5:04    |  |
| 14.             | „Rabbit Released”      | 1:49    |  |
| 15.             | „End Credits”          | 1:06    |  |
| Lungime totală: | Lungime totală:        | 39:54   |  |

## Lansare
A fost lansat în cinematografe în Statele Unite la 13 martie 2020, de către Universal Pictures. Lansarea a fost programată inițial la 27 septembrie 2019. A fost, pentru o vreme, planificată anterior la 18 octombrie 2019, înainte de a reveni la 27 septembrie La 7 august 2019, Universal a anunțat că, în urma împușcăturilor în masă din Dayton și El Paso, vor suspenda campania de promovare a filmului. Câteva zile mai târziu, filmul a fost scos din programul de lansări ale studioului.
În februarie 2020, studioul a anunțat că filmul va fi lansat la 13 martie 2020 (vineri 13) în SUA, cu un nou trailer, parțial ca răspuns la succesul filmului la fel de controversat Joker. Producătorul Jason Blum a declarat într-un interviu că „nici un cadru nu a fost schimbat” între timp și că a rămas „exact același film”.
La mijlocul lunii martie 2020, cinematografele au început să se închidă din cauza măsurilor de izolare din cauza pandemiei de COVID-19. La trei zile după lansarea filmului, la 16 martie 2020, Universal Pictures a anunțat că filmul va fi disponibil digital prin Premium VOD în Statele Unite și Canada pe 20 martie, înainte de încheierea turneului cinematografic obișnuit de 90 de zile. Acesta a fost și cazul celorlalte filme ale studioului, cum ar fi Omul invizibil și Trolii descoperă lumea.
Filmul a fost lansat în trei cinematografe de Santikos Entertainment din San Antonio, Texas, la 1 mai 2020, după redeschiderea lanțului.

## Recepție
The Hollywood Reporter a scris că au existat câteva proiecții de testare a filmului care au avut ca rezultat „reacții negative”. Cea de-a doua proiecție a avut loc la 6 august 2019, la Los Angeles, în care „membrii publicului și-au exprimat din nou disconfortul față de politica” acestuia, o problemă pe care Universal nu o prevăzuse (deși alte studiouri au refuzat inițial scenariul din acest motiv). Într-o declarație pentru Variety, Universal a respins raportul conform căruia publicul de testare nu s-a simțit confortabil datorită înclinației politice a filmului și, de asemenea, a contracarat afirmațiile că scenariul ar fi avut inițial un titlu de lucru explicit politic.
Trailerul filmului a avut reacții și din partea unora din mass-media conservatoare pentru că îi prezenta pe susținătorii lui Donald Trump vânați de liberali. Trump a emis, de asemenea, un tweet pe 9 august 2019, criticând industria filmului în timp ce afirmă: „Filmul este făcut pentru a inflama și a provoca haos”; deși Trump nu a specificat numele filmului, știrile au spus că cel mai probabil a fost o referire la The Hunt. Kyle Smith, în National Review, a susținut că filmul are un ton de dreapta, anti-liberal, care a fost interpretat greșit de criticii conservatori ai trailerului filmului.
Într-un interviu pentru The Guardian, regizorul Craig Zobel a declarat că nu a făcut filmul pentru a crea controverse.